# Meeboldia achilleifolia
Meeboldia achilleifolia är en flockblommig växtart som först beskrevs av Dc., och fick sitt nu gällande namn av P.K.Mukh. och Lincoln Constance. Meeboldia achilleifolia ingår i släktet Meeboldia och familjen flockblommiga växter. Inga underarter finns listade i Catalogue of Life.